# Jaguar XJ (X300)
La Jaguar XJ (nome in codice X300) è un'autovettura prodotta dalla casa automobilistica britannica Jaguar dal 1994 al 1997, quinta generazione della serie XJ. 
Si trattava della seconda evoluzione della piattaforma Jaguar XJ (XJ40), introdotta nel 1986. Fu succeduta dalla Jaguar XJ (X308).

## Descrizione e storia

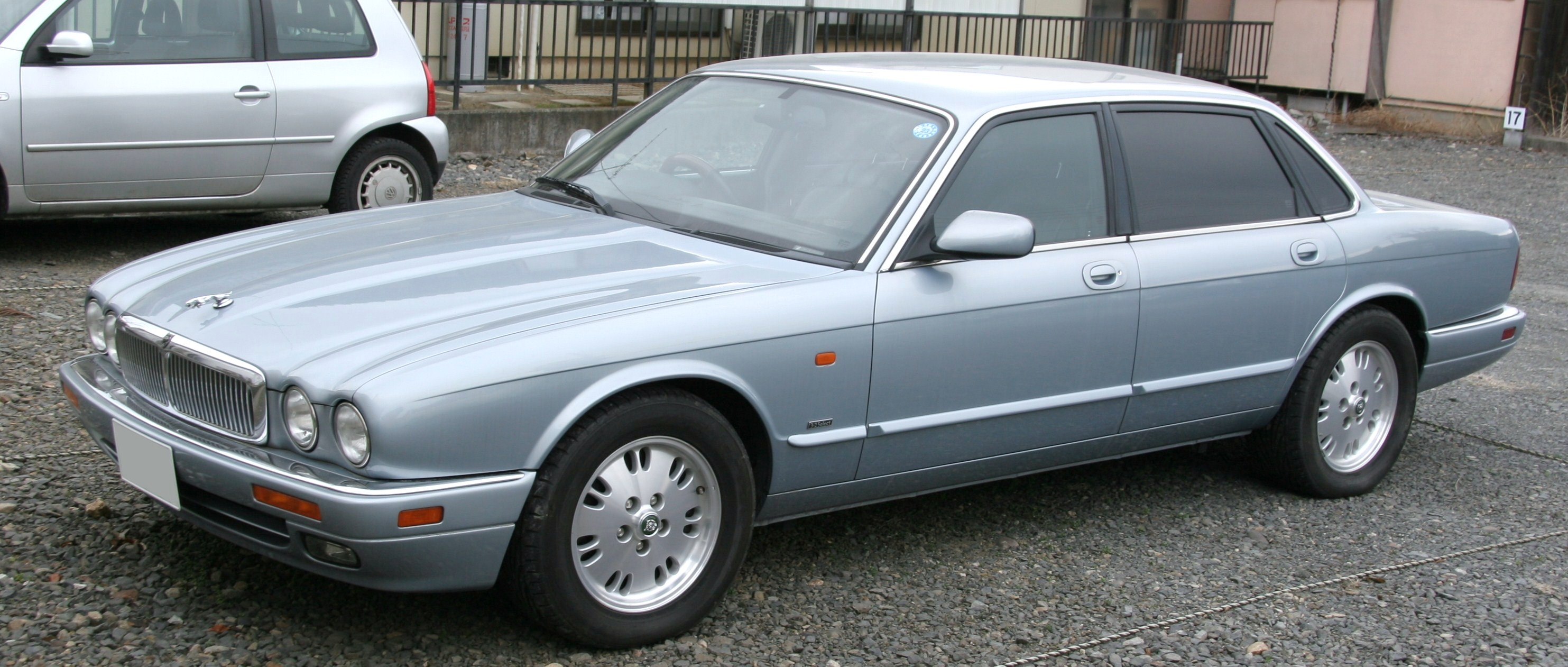
Una XJ (Serie X300) del 1995

Nel 1994 la XJ40 venne sostituita dalla Series X300. È stata la prima XJ prodotta interamente sotto la proprietà Ford e può essere considerata un'evoluzione della generazione XJ40 in uscita. L'azienda madre americana investi circa 200 milioni di dollari nello sviluppo della vettura.
Dal punto di vista meccanico non vi furono molte novità poiché la X300 era una mera evoluzione della XJ40. Come tutte le precedenti generazioni di XJ, presenta la sospensione posteriore indipendente Jaguar. Il design dell'X300 ha posto l'accento sulla qualità costruttiva migliorata, sull'affidabilità migliorata e sul ritorno agli elementi stilistici Jaguar tradizionali, come testimoniano le forme chiaramente ispirate a quelle della Series III e il ritorno definitivo ai tradizionali proiettori a quattro fanali.
Gli interni invece, anch'essi completamente ridisegnati, erano un perfetto connubio tra classico e moderno ma con abbondante utilizzo di radica e pelle. La X300, inoltre, fu il primo modello XJ ad adottare i paraurti completamente in plastica. Le principali novità tecniche riguardavo i motori 6 cilindri in linea (AJ16) ora dotati di una bobina dedicata per ciascun cilindro. Più consistenti, invece, le modifiche al motore sovralimentato della versione R, che, oltre a quanto previsto per le versioni aspirate, ottenne un compressore volumetrico e l'intercooler. La potenza schizzò a 325 CV.

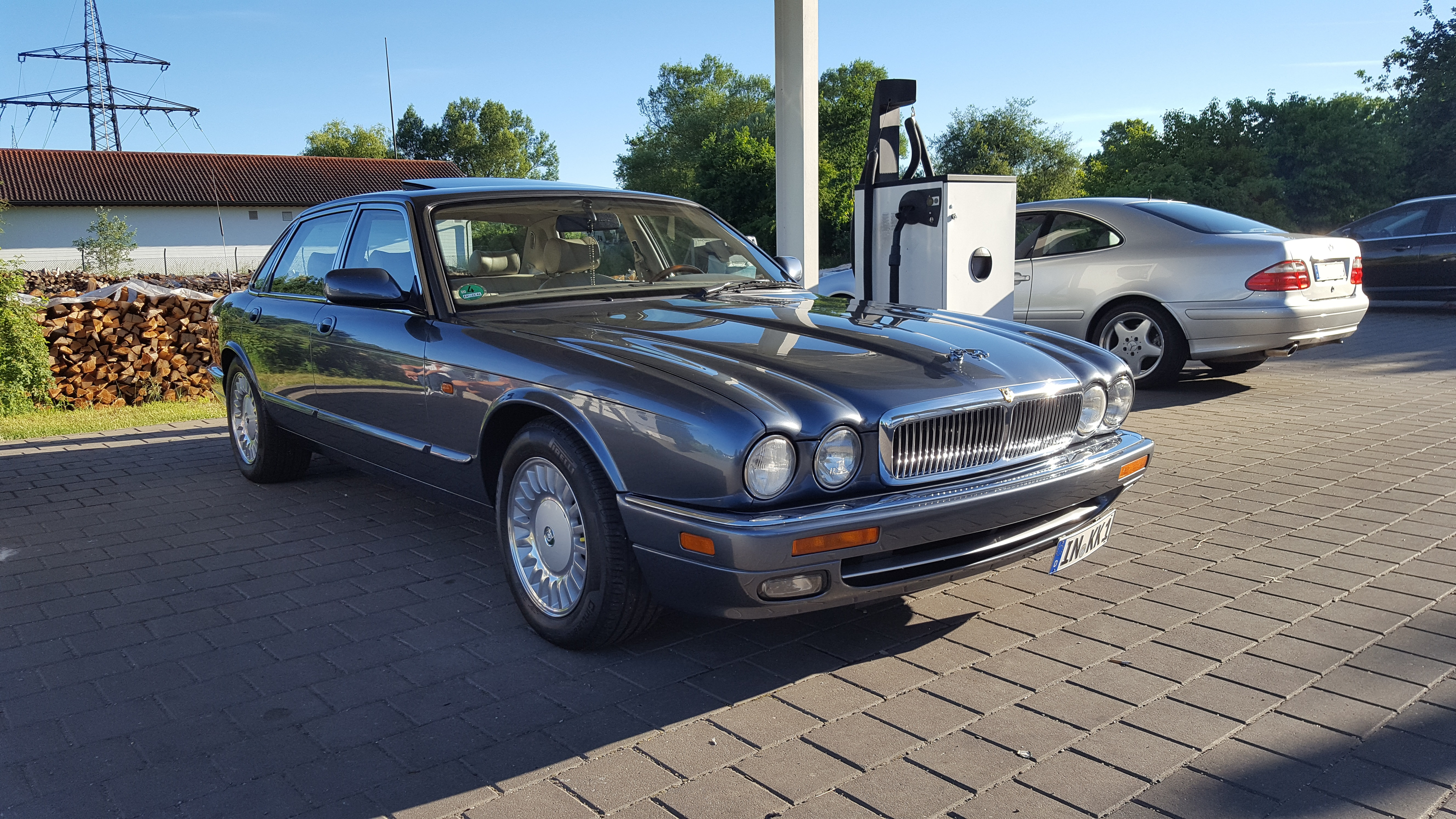
Jaguar XJ12 (Serie X300)

Copri valvole in lega di magnesio e pistoni revisionati presenti nel motore, a cui venne data la designazione AJ16 (ritenuto il migliore motore Jaguar 6 cilindri in linea di sempre). La gamma X300 era composta dalle versioni 3.2 (3.293 cm³, 211 CV), 4.0 (3.980 cm³, 244 CV), 4.0 R (3.980 cm³, 325 CV) e 6.0 V12 (5.993 cm³, 318 CV), negli allestimenti Standard (solo 3.2), Sport (3.2; 4.0 e 4.0 R) e Sovereign (4.0 e 6.0 V12). Le Sovereign erano disponibili anche in versione LWB, con passo allungato di dieci centimetri; di queste furono anche realizzate alcune esclusive versioni a marchio Daimler: le consuete Double Six, equipaggiate unicamente con il motore V12 da 6 litri. 
La serie X300 a sei cilindri aspirata utilizzava un cambio automatico a quattro velocità ZF (4HP-22 su 3,2 L e 4HP-24 su 4,0 L), o un manuale a cinque marce Getrag 290. L'automatico 4HP-22 è controllato meccanicamente mentre il 4HP-24 è controllato elettronicamente, consentendo ai modelli da 4,0 litri di offrire modalità Normal e Sport su un interruttore dalla leva del cambio. Questo interruttore è sostituito da una piastra cieca sul 3.2 L. 
L'ultima XJ6 con cambio manuale lasciò la catena di montaggio nel giugno 1997 ed è l'ultima XJ di sempre a montare un cambio manuale, da quel momento in poi furono sempre adottate trasmissione automatiche.

## Evoluzione

### La XJR
La XJR è stata introdotta come un modello sportivo ad alte prestazioni ed è stata la prima vettura stradale sovralimentata Jaguar e solo la seconda auto stradale Jaguar, dopo la Jaguar XJ220 turbo, a utilizzare l'induzione forzato. Il motore è stato aumentato a 326 CV (243 kW; 331 PS) e 378 lb⋅ft (512 Nm) con l'uso di un compressore Eaton M90 e un intercooler aria-acqua. Il tempo di accelerazione da 0 a 97 km / h (da 0 a 60 mph) era generalmente compreso tra 5,7 e 6,4 secondi. La XJR montava cerchi da 17" più grandi, rispetto ai 16" del resto della gamma, insieme a pneumatici Pirelli P-Zero, sospensioni più rigide e un differenziale più alto di 3,27: 1.

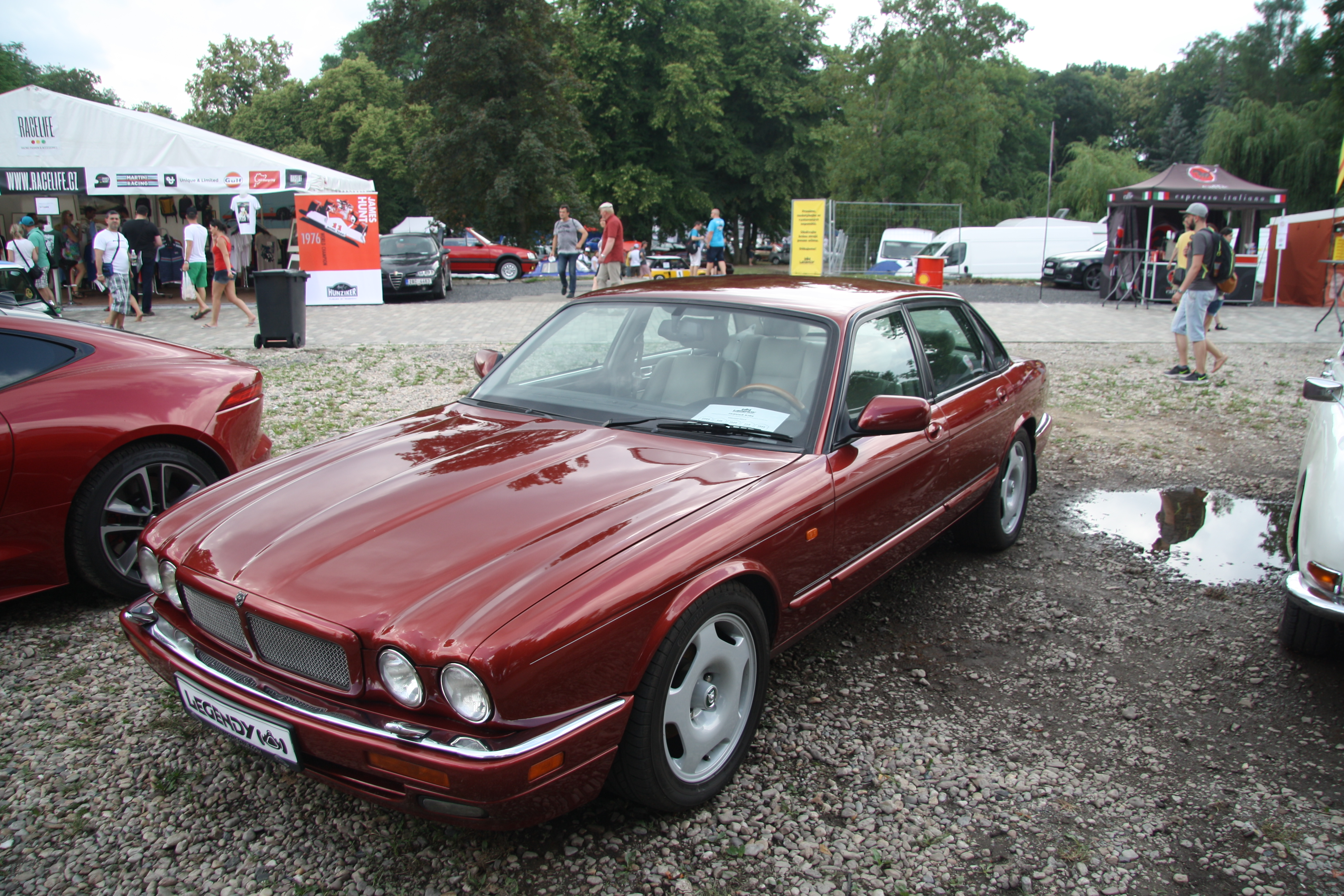
Jaguar XJR

Il sei cilindri sovralimentato della XJR (anche denominata XJR6) era normalmente equipaggiato con il GM 4L80-E (ancora utilizzato sulle XJ e XJS V12) a quattro velocità per sopportare la maggiore coppia e pochissime XJR (solo 102 unità) sono state ordinate con la variante meccanica Getrag 290. Su un totale di 92.038 XJ serie X300 prodotte, la produzione totale delle XJR rimase limitata a 6.547 esemplari.
Esteticamente, la XJR differiva dalle auto standard con una cornice della griglia in tinta con la carrozzeria, inserto della griglia a nido d'ape, zoccolo del cofano del bagagliaio in tinta con la carrozzeria, prese di scarico più grandi, speciali cerchi in lega Sport a cinque razze e badge XJR. I gocciolatoi e le cornici delle finestre erano di colore nero opaco, tranne sui modelli nordamericani dove erano in acciaio inossidabile lucido.
L'ultima XJR con cambio manuale lasciò la catena di montaggio nel giugno 1997.

### La XJ12

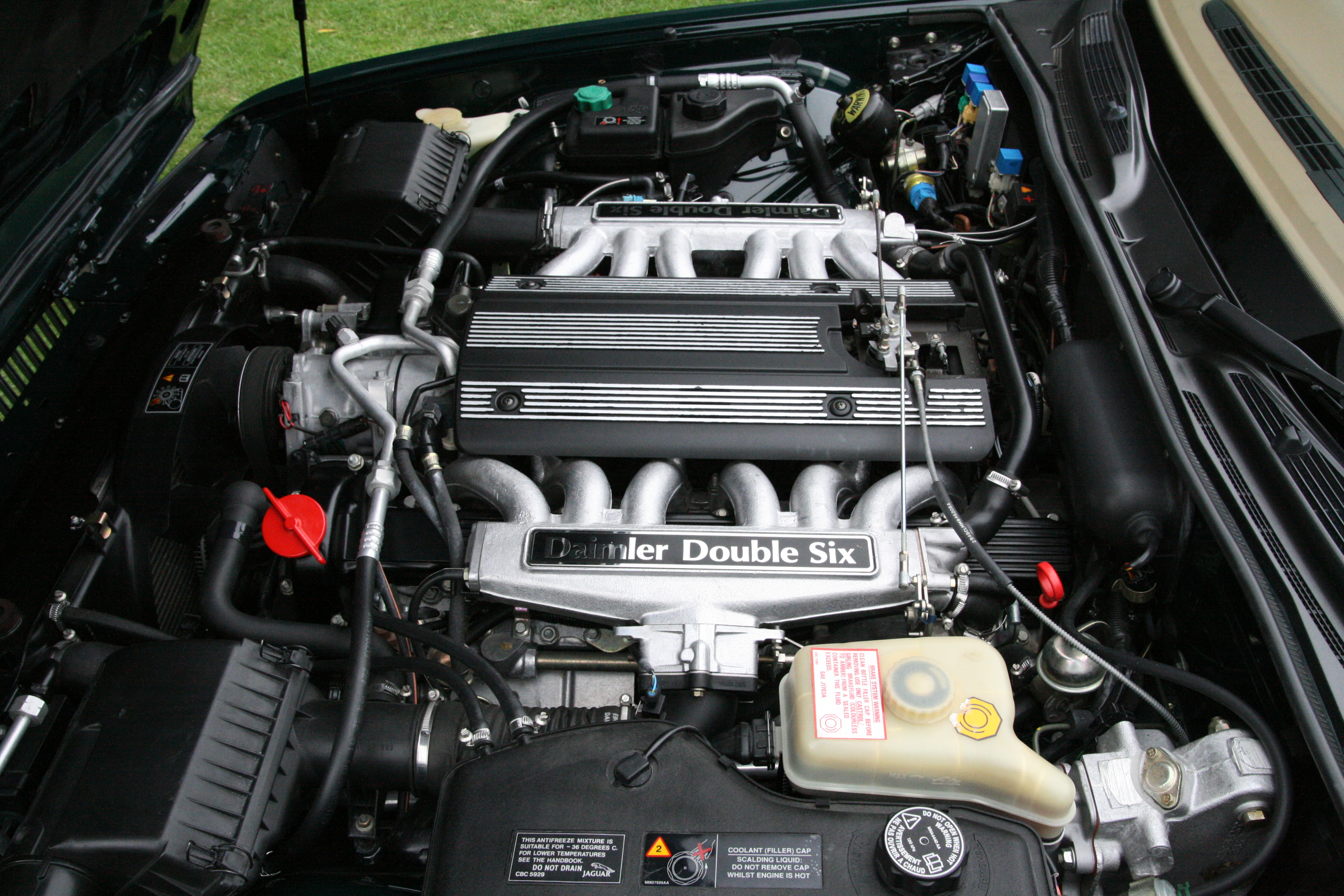
Jaguar V12

Il nuovo sistema di gestione V12 viene progettato da Nippon Denso. Il coperchio superiore in alluminio nella valle del motore è stato ridisegnato per alloggiare due pacchi da tre bobine ciascuno, con ogni bobina con due terminali ad alta tensione per un totale di dodici. Questi coil pack sono stati azionati da due moduli di accensione Denso, che sono molto simili alle unità Ford EDIS-6. L'albero motore nel V12 è passato da un pezzo fucinato a un getto freddo. Una pipa cromata visibilmente significativa che collega le sponde sinistra e destra del V12 nella piattaforma XJ40 (destinata a sfiatare e indirizzare il gas blow-by del basamento al plenum di aspirazione) è stata cambiata con l'introduzione dell'X300 in un design quasi invisibile nel centro superiore del motore sotto una copertura di plastica che nasconde anche i rail del carburante e le bobine
L'ultima Jaguar a essere alimentata da un motore V12 fu una XJ12 di colore verde (targata P60 SOV) che lasciò la linea di produzione il 17 aprile 1997. Fu collocata nel museo Jaguar Daimler Heritage Trust a Coventry prima della sua chiusura e fu poi trasferita al Heritage Motor Centre nel Warwickshire.

### La Daimler
Il nome Daimler è stato applicato al livello di allestimento più alto delle vetture X300, e presentava finiture cromate come sugli allestimenti Sovereign, più specchietti cromati delle portiere, maniglie delle porte cromate e una cornice della griglia del radiatore scanalata (fluted). Il modello Daimler Six era equipaggiato con il motore AJ16 e il Daimler Double Six con il V12.
In alcuni mercati (come il Nord America) il nome Jaguar Vanden Plas è stato utilizzato al posto di Daimler. Le auto Vanden Plas X300 negli Stati Uniti dopo il MY 1995 sono tutte costruite sulla scocca a passo lungo, sebbene fossero disponibili solo con il motore a sei cilindri, lasciando il V12 disponibile esclusivamente nel modello XJ12 per quel mercato. Le 1995 Vanden Le Plas sono tutte auto a passo corto.

#### Daimler Century
Nel 1996 il modello Century fu introdotto per commemorare il centenario del nome Daimler. Il Century è stato dotato di tutte le funzionalità e gli aggiornamenti disponibili sulle vetture Serie X300, oltre a ruote cromate, verniciatura esterna speciale e sedili posteriori regolabili elettricamente.